# Vitis chunganensis
Vitis chunganensis là một loài thực vật hai lá mầm trong họ Nho. Loài này được Hu miêu tả khoa học đầu tiên năm 1925.